# مایت پاترایل
مایت پاترایل (استونیایی: Mait Patrail؛ زادهٔ ۱۱ آوریل ۱۹۸۸) بازیکن هندبال اهل استونی است.